# Liste des sites et monuments classés de la wilaya de Tipaza
Cet article présente une liste des sites et monuments classés de la wilaya de Tipaza, en Algérie.

## Liste

### Tipaza
| Id    | Identification du bien | Datation        | Commune | Coordonnées    | Catégorie du classement | Mesures et date de protection | Date de publication au Journal Officiel | Illustration    |                       |
| ----- | --- | --------------- | ------- | -------------- | ----------------------- | --- | --------------------------------------- | --------------- | --------------------- |
| 42-10 | Ferme du Nador | Antique         | Tipasa  | à géolocaliser | Classé                  | Classé parmi les monuments historiques par arrêté du 19/10/1982, après avis favorable de la commission nationale des monuments et sites historiques tenu le 26/12/1979.            | N° 48 du 30/11/1982                     | Image manquante | Télécharger une image |
| 42-13 | Ilot de Sidi Ali El Ferki (ex Joinville) | Moderne         | Tipasa  | à géolocaliser | Classé                  | Inscrit sur l'inventaire général des biens culturels immobiliers par arrêté du 14/07/2007, après avis favorable de la commission nationale des biens culturels tenu le 12/10/2006. | N° 60 du 26/09/2007                     | Image manquante | Télécharger une image |
| 42-23 | Remparts Romains et cimetière Punique | Antique         | Tipasa  | à géolocaliser | Classé                  | Classé parmi les sites et monuments historiques en date du 18/02/1952, Conformément à l'article 62 de l'ordonnance N° 67-281 du 20/12/1967                                         | N° 07 du 23/01/1968                     | Image manquante | Télécharger une image |
| 42-24 | Reste du théâtre Romain | Antique         | Tipasa  | à géolocaliser | Classé                  | Classé parmi les sites et monuments historiques en (L.1900), Conformément à l'article 62 de l'ordonnance N° 67-281 du 20/12/1967                                                   | N° 07 du 23/01/1968                     |                 | Télécharger une image |
| 42-25 | Restes d'une basilique et cimetière | Antique         | Tipasa  | à géolocaliser | Classé                  | Classé parmi les sites et monuments historiques en (L.1900), Conformément à l'article 62 de l'ordonnance N° 67-281 du 20/12/1967                                                   | N° 07 du 23/01/1968                     | Image manquante | Télécharger une image |
| 42-28 | Ruines d'un prétoire | Antique         | Tipasa  | à géolocaliser | Classé                  | Classé parmi les sites et monuments historiques en (L.1900), Conformément à l'article 62 de l'ordonnance N° 67-281 du 20/12/1967                                                   | N° 07 du 23/01/1968                     | Image manquante | Télécharger une image |
| 42-31 | Sarcophage et fragments antiques | Antique         | Tipasa  | à géolocaliser | Classé                  | Classé parmi les sites et monuments historiques en (L.1900), Conformément à l'article 62 de l'ordonnance N° 67-281 du 20/12/1967                                                   | N° 07 du 23/01/1968                     | Image manquante | Télécharger une image |
| 42-33 | Site de Tipasa | Antique         | Tipasa  | à géolocaliser | Classé                  | Inscrit sur la Liste du patrimoine mondial en 1982 |                                         | Image manquante | Télécharger une image |
| 42-35 | Cascade de Bérard | Aucune datation | Tipasa  | à géolocaliser | Sites naturels          | Classée parmi les sites et monuments naturels en date du 08/10/1948, Conformément à l'article 62 de l'ordonnance N° 67-281 du 20/12/1967                                           | N° 07 du 23/01/1968                     |                 | Télécharger une image |
| 42-36 | Littoral de Tipasa comprenant les parcelles N°240,250 pis, 251 pis, 252, 253,254 pis, 255,256, N°1036, 1037, 1038, 1039, 1040, 1041,1042, N°1043, 1044, 1045, 1046, 1047,1048, 1-2, N°3,4,5,6,7,8,9,10,11,16,18,19,33,34 N°34 bis, 42, 40, 43, 48, 51, 52, 53, 54,195, N°196, 197, 198, 199, 200, 201, 202,203, N°204, 205, 206, 207, 208, 209, 210,211, 223, 224, 225,226P, 228P, 299, 232,233, n°234, 236, 238, 239, 270, 271,230P, 239P (n°1053,1053 bis, 1061, 1063,1063 bis n°1053 ter, 1054 | Aucune datation | Tipasa  | à géolocaliser | Sites naturels          | Classé parmi les sites et monuments naturels en date du 02/11/1948, Conformément à l'article 62 de l'ordonnance N° 67-281 du 20/12/1967                                            | N° 07 du 23/01/1968                     | Image manquante | Télécharger une image |
| 42-37 | Parcelles de terrains comprises entre la route du phare et la mer | Aucune datation | Tipasa  | à géolocaliser | Sites naturels          | Classées parmi les sites et monuments naturels en date du 20/11/1950, Conformément à l'article 62 de l'ordonnance N° 67-281 du 20/12/1967                                          | N° 07 du 23/01/1968                     | Image manquante | Télécharger une image |
| 42-38 | Place publique de Tipasa | Aucune datation | Tipasa  | à géolocaliser | Sites naturels          | Classée parmi les sites et monuments naturels en date du 08/04/1947, Conformément à l'article 62 de l'ordonnance N° 67-281 du 20/12/1967                                           | N° 07 du 23/01/1968                     | Image manquante | Télécharger une image |

### Cherchell
| Id    | Identification du bien                                              | Datation           | Commune   | Coordonnées    | Catégorie du classement | Mesures et date de protection | Date de publication au Journal Officiel | Illustration    |                       |
| ----- | ------------------------------------------------------------------- | ------------------ | --------- | -------------- | ----------------------- | --- | --------------------------------------- | --------------- | --------------------- |
| 42-1  | Ain Ksiba                                                           | Médiévale          | Cherchell | à géolocaliser | Classé                  | Classé parmi les sites et monuments historiques par arrêté du 03/11/1999, après avis favorable de la commission nationale des monuments historiques émis lors de ses réunions du 18/04/1987, du 7/03/1988, du 17/06/1990, du 30/12/1991, du 19/01/1995, du 05/03/1996, du 13/05/1997, du 24/12/1997, du 24/12/1997, et du 26/07/1998. | N° 87 du 08/12/1999                     |                 | Télécharger une image |
| 42-2  | Ancien musée de Cherchell                                           | Contemporaine      | Cherchell | à géolocaliser | Classé                  | Inscrit sur l'inventaire général des biens culturels immobiliers par arrêté du 14/07/2007, après avis favorable de la commission nationale des biens culturels tenu le 12/10/2006. | N° 60 du 26/09/2007                     |                 | Télécharger une image |
| 42-3  | Aqueduc de Cherchell                                                | Antique            | Cherchell | à géolocaliser | Classé                  | Classé parmi les sites et monuments historiques en (L.1900), Conformément à l'article 62 de l'ordonnance N° 67-281 du 20/12/1967 | N° 07 du 23/01/1968                     |                 | Télécharger une image |
| 42-5  | Chaire construite en l'an 981 de l'Hégire dans la mosquée           | Médiévale          | Cherchell | à géolocaliser | Classé                  | Classé parmi les sites et monuments historiques en (L.1900), Conformément à l'article 62 de l'ordonnance N° 67-281 du 20/12/1967 | N° 07 du 23/01/1968                     | Image manquante | Télécharger une image |
| 42-7  | Cimetière d'El Ghobrini                                             | Médiévale          | Cherchell | à géolocaliser | Classé                  | Classé parmi les sites historiques par arrêté du 19/10/1982, après avis favorable de la commission nationale des monuments et sites historiques tenu le 26/12/1979. | N° 48 du 30/11/1982                     | Image manquante | Télécharger une image |
| 42-8  | Citerne sous la caserne                                             | Antique            | Cherchell | à géolocaliser | Classé                  | Classé parmi les sites et monuments historiques en (L.1900), Conformément à l'article 62 de l'ordonnance N° 67-281 du 20/12/1967 | N° 07 du 23/01/1968                     | Image manquante | Télécharger une image |
| 42-9  | Ensemble de l'enceinte Romaine de Cherchell                         | Antique            | Cherchell | à géolocaliser | Classé                  | Inscrit sur l'inventaire général des biens culturels immobiliers par arrêté du 14/07/2007, après avis favorable de la commission nationale des biens culturels tenu le 12/10/2006. | N° 60 du 26/09/2007                     | Image manquante | Télécharger une image |
| 42-12 | Forum de Cherchell                                                  | Antique            | Cherchell | à géolocaliser | Classé                  | Inscrit sur l'inventaire général des biens culturels immobiliers par arrêté du 14/07/2007, après avis favorable de la commission nationale des biens culturels tenu le 12/10/2006. | N° 60 du 26/09/2007                     |                 | Télécharger une image |
| 42-15 | Mosquée de la place Romaine                                         | Médiévale          | Cherchell | à géolocaliser | Classé                  | Classé parmi les sites et monuments historiques par arrêté du 03/11/1999, après avis favorable de la commission nationale des monuments historiques émis lors de ses réunions du 18/04/1987, du 7/03/1988, du 17/06/1990, du 30/12/1991, du 19/01/1995, du 05/03/1996, du 13/05/1997, du 24/12/1997, du 24/12/1997, et du 26/07/1998. | N° 87 du 08/12/1999                     |                 | Télécharger une image |
| 42-16 | Mosquée des cents colonnes                                          | Médiévale          | Cherchell | à géolocaliser | Classé                  | Classé parmi les monuments historiques par arrêté du 19/10/1982, après avis favorable de la commission nationale des monuments et sites historiques tenu le 26/12/1979. | N° 48 du 30/11/1982                     |                 | Télécharger une image |
| 42-17 | Nécropole de l'Oued N'Sara                                          | Antique            | Cherchell | à géolocaliser | Classé                  | Inscrit sur l'inventaire général des biens culturels immobiliers par arrêté du 14/07/2007, après avis favorable de la commission nationale des biens culturels tenu le 12/10/2006. | N° 60 du 26/09/2007                     | Image manquante | Télécharger une image |
| 42-18 | Objets antiques déposés au musée de Cherchell, appartenant à l'état | Période stratifiée | Cherchell | à géolocaliser | Classé                  | Classé parmi les objets mobiliers classés en date du 20/12/1967, Conformément à l'article 62 de l'ordonnance N° 67-281 du 20/12/1967 | N°07 du 23/01/1968                      | Image manquante | Télécharger une image |
| 42-20 | Place des Martyres                                                  | Contemporaine      | Cherchell | à géolocaliser | Classé                  | Inscrit sur l'inventaire général des biens culturels immobiliers par arrêté du 14/07/2007, après avis favorable de la commission nationale des biens culturels tenu le 12/10/2006. | N° 60 du 26/09/2007                     |                 | Télécharger une image |
| 42-21 | Pont Romain d'Oued Kantara                                          | Antique            | Cherchell | à géolocaliser |                         | Inscrit sur l'inventaire général des biens culturels immobiliers par arrêté du 14/07/2007, après avis favorable de la commission nationale des biens culturels tenu le 12/10/2006. | N° 60 du 26/09/2007                     | Image manquante | Télécharger une image |
| 42-22 | Propriété Kaddour dit « Boufarik » (Bien culturel protégé disparu)  | Antique            | Cherchell | à géolocaliser | Classé                  | Classé parmi les sites et monuments historiques par arrêté du 03/11/1999, après avis favorable de la commission nationale des monuments historiques émis lors de ses réunions du 18/04/1987, du 7/03/1988, du 17/06/1990, du 30/12/1991, du 19/01/1995, du 05/03/1996, du 13/05/1997, du 24/12/1997, du 24/12/1997, et du 26/07/1998. | N° 87 du 08/12/1999                     | Image manquante | Télécharger une image |
| 42-26 | Restes de l'amphithéâtre                                            | Antique            | Cherchell | à géolocaliser | Classé                  | Classé parmi les sites et monuments historiques en (L.1900), Conformément à l'article 62 de l'ordonnance N° 67-281 du 20/12/1967 | N° 07 du 23/01/1968                     |                 | Télécharger une image |
| 42-27 | Restes des thermes Ouest et Est                                     | Antique            | Cherchell | à géolocaliser | Classé                  | Classé parmi les sites et monuments historiques en (L.1900), Conformément à l'article 62 de l'ordonnance N° 67-281 du 20/12/1967 | N° 07 du 23/01/1968                     | Image manquante | Télécharger une image |
| 42-29 | Ruines romaines du Cap dit « les trois îlots »                      | Antique            | Cherchell | à géolocaliser | Classé                  | Classé parmi les sites historiques par arrêté du 19/10/1982, après avis favorable de la commission nationale des monuments et sites historiques tenu le 26/12/1979. | N° 48 du 30/11/1982                     |                 | Télécharger une image |
| 42-30 | Ruines romaines, Ouest de Caïd Youcef                               | Antique            | Cherchell | à géolocaliser | Classé                  | Classé parmi les sites historiques par arrêté du 19/10/1982, après avis favorable de la commission nationale des monuments et sites historiques tenu le 26/12/1979. | N° 48 du 30/11/1982                     | Image manquante | Télécharger une image |
| 42-34 | Tombeau romain de l'Oued El Kantara                                 | Antique            | Cherchell | à géolocaliser | Classé                  | Inscrit sur l'inventaire général des biens culturels immobiliers par arrêté du 14/07/2007, après avis favorable de la commission nationale des biens culturels tenu le 12/10/2006. | N° 60 du 26/09/2007                     | Image manquante | Télécharger une image |

### Autres communes
| Id    | Identification du bien                          | Datation      | Commune     | Coordonnées    | Catégorie du classement | Mesures et date de protection | Date de publication au Journal Officiel | Illustration    |                       |
| ----- | ----------------------------------------------- | ------------- | ----------- | -------------- | ----------------------- | --- | --------------------------------------- | --------------- | --------------------- |
| 42-4  | Aqueduc antique                                 | Antique       | Sidi Amar   | à géolocaliser | Classé                  | Classé parmi les sites et monuments historiques en (L.1900), Conformément à l'article 62 de l'ordonnance N° 67-281 du 20/12/1967                         | N° 07 du 23/01/1968                     |                 | Télécharger une image |
| 42-6  | Château d'eau                                   | Antique       | Hadjout     | à géolocaliser | Classé                  | Classé parmi les sites et monuments historiques en (L.1900), Conformément à l'article 62 de l'ordonnance N° 67-281 du 20/12/1967                         | N° 07 du 23/01/1968                     | Image manquante | Télécharger une image |
| 42-11 | Fort de Koléa                                   | Moderne       | Koléa       | à géolocaliser | Classé                  | Classé sur la liste des biens culturels par arrêté du 28/04/2016, après avis conforme de la commission nationale des biens culturels tenu le 15/09/2015. | N° 34 du 08/06/2016                     | Image manquante | Télécharger une image |
| 42-14 | Mausolée royal dit ( Tombeau de la Chrétienne ) | Antique       | Sidi Rached | à géolocaliser | Classé                  | Classé parmi les sites et monuments historiques en (L.1900), Conformément à l'article 62 de l'ordonnance N° 67-281 du 20/12/1967                         | N° 07 du 23/01/1968                     |                 | Télécharger une image |
| 42-32 | Site de la ferme de Sidjess                     | Contemporaine | Messelmoun  | à géolocaliser | Classé                  | Classé sur la liste des biens culturels par arrêté du 28/04/2016, après avis conforme de la commission nationale des biens culturels tenu le 15/09/2015. | N° 34 du 08/06/2016                     |                 | Télécharger une image |